# Herb Dobrej (powiat łobeski)
Herb Dobrej – jeden z symboli miasta Dobra i gminy Dobra w postaci herbu.

## Wygląd i symbolika
Herb przedstawia na niebieskiej tarczy herbowej czerwonego gryfa pomorskiego skierowanego w prawo, stojący w żółtej gotyckiej bramie i na żółtej murawie. Łuk bramy zdobiony jest sześcioma sterczynami i zwieńczony kwiatonem.
Gryf nawiązuje do herbu Gryfitów – dynastii książąt Pomorza Zachodniego.

## Historia
Najstarsza pieczęć miejska przedstawiała zamek o trzech wieżach, gryfa oraz chorągiew. Począwszy od XV wieku, na pieczęciach znajduje się już tylko gryf na tle bramy.